# ایر بونین
ایر بونین (انگلیسی: Yair Bonnín؛ زادهٔ ۲۰ سپتامبر ۱۹۹۰) بازیکن فوتبال اهل آرژانتین است.
از باشگاه‌هایی که در آن بازی کرده‌است می‌توان به باشگاه فوتبال جیمناسیا لاپلاتا اشاره کرد.